# Sue Merz
Pour les articles homonymes, voir Merz.
Sue Merz (née le 10 avril 1972 à Greenwich, dans le Connecticut) est une joueuse américaine de hockey sur glace qui évoluait dans la sélection nationale féminine en tant que défenseure. Elle a remporté deux titres olympiques, une médaille d'or en 1998 à Nagano et une médaille d'argent en 2002 à Salt Lake City. 
Elle a également représenté les États-Unis lors des championnats du monde, remportant 6 médailles d'argent .

## Statistiques

### En équipe nationale
| Année | Équipe     | Compétition          |                            | PJ                         | B                          | A                          | Pts                        | Pun                        | +/-               |  | Résultat |
| 1990  | États-Unis | Championnat du monde | Statistiques indisponibles | Statistiques indisponibles | Statistiques indisponibles | Statistiques indisponibles | Statistiques indisponibles | Statistiques indisponibles | Médaille d'argent |  |          |
| 1992  | États-Unis | Championnat du monde | 5                          | 3                          | 3                          | 6                          | 0                          |                            | Médaille d'argent |  |          |
| 1994  | États-Unis | Championnat du monde | 5                          | 2                          | 3                          | 5                          | 17                         | +1                         | Médaille d'argent |  |          |
| 1998  | États-Unis | Jeux olympiques      | 6                          | 1                          | 5                          | 6                          | 6                          | +10                        | Médaille d'or     |  |          |
| 1999  | États-Unis | Championnat du monde | 5                          | 1                          | 5                          | 6                          | 2                          | +11                        | Médaille d'argent |  |          |
| 2000  | États-Unis | Championnat du monde | 3                          | 0                          | 2                          | 2                          | 0                          | +3                         | Médaille d'argent |  |          |
| 2001  | États-Unis | Championnat du monde | 5                          | 1                          | 1                          | 2                          | 0                          | +9                         | Médaille d'argent |  |          |
| 2002  | États-Unis | Jeux olympiques      | 4                          | 1                          | 0                          | 1                          | 0                          | +5                         | Médaille d'argent |  |          |